# 白沙镇 (常宁市)
白沙镇，是中华人民共和国湖南省衡陽市常宁市下辖的一个乡镇级行政单位。

## 行政区划
白沙镇下辖以下地区：
上州社区、中州社区、下州社区、阳加社区、观音村、大路村、南马村、伍家村、石湾村、上洲村、下洲村、杜家村、杜阳村、西棉村、福坪村、砂坪村、管钟村、黄排村、金招村、茅坪村、阳市村、董湾村、徐洲村、上游村、红卫村、星光村、荣华村、阳岐村、冲口村、胜利村、井边村和忠岭村。